# 《BanG Dream! 少女乐团派对！》的开发
《BanG Dream! 少女乐团派对！》是由武士道开发并发行的音乐游戏及视觉小说，为跨媒体企划《BanG Dream!》的一部分。武士道因自家音乐游戏《Love Live! 学园偶像祭》大获成功，而看好音乐题材的潜力，后于2014年启动《BanG Dream!》企划，与游戏公司Craft Egg达成合作，共同开发手机游戏。
在功能和设计上，本作追求兼顾易上手与深度，提供多难度的节奏玩法，以及单人与多人的游戏模式。游戏希望玩家能够体验演出氛围，还力求让玩家与企划角色产生紧密联系。开发团队秉持着「珍视角色」的公司文化，围绕角色形象打磨Live2D动效、插画风格、故事剧情，充分展现角色的个性。游戏定期更新原创曲与翻唱曲，不断加入新乐队及角色。
2016年9月，制作方公布游戏开始开发。2017年3月，本作于企划第一季动画收尾时同步推出。2021年，官方推出任天堂Switch版本。2024年起，因Craft Egg出现运营困难，游戏开发由武士道全权接手。游戏通过线上与线下多种渠道宣传，还与各类动画、电子游戏等作品及品牌展开跨界联动。

## 制作

《BanG Dream!》企划标志

武士道公司因音乐游戏《Love Live! 学园偶像祭》大获成功，同时旗下声优爱美在演唱会上亲自演奏吉他的表现让人印象深刻，创始人木谷高明因此意识到音乐题材的潜力，提出「声优亲自演奏乐器」的想法，于2014年启动了《BanG Dream!》跨媒体制作企划。企划启动之初，木谷高明即希望同时开发动画与游戏。他称，如果等企划火热后再制作游戏，就为时已晚。他还认为动画作品的制作周期太长，而手机游戏可以与用户每天保持联系。在与CyberAgent旗下的游戏公司Craft Egg接洽时，对方对该企划相当感兴趣；Craft Egg首席执行官森川修一最初对企划持怀疑态度，但在观看了首支乐队Poppin'Party的现场演出后，遂同意为《BanG Dream!》开发手机游戏:46–47。开发团队最初曾考虑模拟经营和益智游戏等方案，但考虑到企划特点在于演唱会及乐曲本身，最终还是选择了音乐游戏。本作使用Unity引擎开发。其于2014年底开始构想:46，2016年1月起开发，原计划于2017年3月上线，与第一季动画结束时间同步。游戏刚上线时，Craft Egg约有25名成员；上线五个月后，成员规模扩充至60人左右，其中约50人直接参与游戏的运营。
2021年2月28日，武士道宣布本作将移植至任天堂Switch平台，由Rocket Studio协助开发。据武士道执行官广濑和彦的说法，这是为了将本作推向不常接触手机游戏的潜在玩家群体。与手机版不同，Switch版本为买断制:18。对于其他平台，武士道表示暂时没有计划。
2023年12月18日，Craft Egg宣布其运营困难，将于2024年1月4日起停止联合开发，后续开发工作将完全由武士道接手。

## 设计

### 界面
作品的游戏界面力求简洁，采用白灰为主、粉色为辅的色调，几乎不使用图标动画，将界面元素与内容加以分离，以突出角色立绘与插图。项目早期仅有两名设计师，后增至三人。游戏上线前，界面开发从2016年8月持续到同年11月，由于时间紧张，团队将主要精力放在关键界面；对于「重要度较低的界面」，则直接套用现有模板和素材。为提高效率，低优先级页面往往先由程序员放置基础元素，再由设计师微调位置和尺寸。同时，团队尽可能将画面切换控制在每0.25秒一次，确保操作节奏均匀。

游戏采用Live2D技术展现角色，该技术获评论员普遍赞赏

游戏采用Live2D Cubism技术展现剧情玩法中的角色：该技术将2D人物拆分为多个部分，开发者再分别设定各部分的动作，即可实现角色的运动效果。来自Craft Egg的创作者高桥佑介称赞此技术成本较低且效果较好。Craft Egg董事兼制作人近藤裕一郎认为，2D作画更能展现角色的面部细节，不过也期待之后能够结合3D技术，包括Live2D Euclid以及FaceRig。人物主要采用赛璐珞动画的风格，并辅以柔和的渐变效果；其色彩多样，追求华丽与视觉冲击力。每幅人物插画通常由约十人合作。绘制插画时，团队尤其注意肌肤的水润光泽感，以及头发的空间感:40。艺术总监信澤收提及，由于插画团队人员较为固定，为避免角色呈现效果单一，插画师常常需要打破思维定势。角色说话时的口型，会与语音自动同步。人物基础模型先由合作公司制作，再由动画师西根奈都实监督品质。西根奈都实称，角色的身高模型最初比较粗糙，后来为了迎合Poppin'Party的专辑封面，而又特意做出调整。制作动画时，团队先将角色分成不同风格类型，再针对每个角色做出差异化调整，使之能够突显角色个性且适配角色配音；同时也会调整动作节奏和表情变化，力求传达出角色此时的情感:33；团队亦注重头发的晃动效果，追求「带有少女的柔软感」。服装设计以「符合活动剧情」为基础，同时还调整发型设计，以求体现角色魅力:40。

### 功能
功能设计方面，团队认为，实现真正的通用设计并不容易，因此不会将其视为节省人力的主要手段。为确保玩家游戏体验，他们避免游戏频繁网络通信，例如在玩家常用的主界面就不调用应用程序接口。开发团队会制定下一年的总体功能计划，以及半年内的详细计划，然后根据需求优先级以及实际工作量，确定某一功能具体会在哪一版本中上线。每个功能的耗费时间，会依规模大小而定：小规模功能花费数月，而大规模功能则需半年至一年时间:41。设计师竹内千佳透露，后续的运维开发分为添加新功能与改进既有功能两大部分，流程共有16个环节。

### 歌曲

Poppin'Party初期live音乐会上，由于原创曲不足，因此翻唱了许多动画歌曲，反响良好；这是游戏收录翻唱曲的灵感

游戏中带有翻唱曲，该灵感来自Poppin'Party在初期现场演出中因原创曲不足而翻唱其他动画歌曲；为与《太鼓之达人》和《中二节奏》等收费游玩知名歌曲的音乐游戏区别开来，本作采用能够免费游玩翻唱曲的方式。森川修一提到，这是游戏的一大亮点，能够在音乐游戏中争夺市场，吸引玩家游玩:29。木谷高明将这一做法与自家的卡片游戏《黑白双翼》相提并论，认为只要在游戏中不断加入人气作品，就能持续高热度。游戏计划每月追加三至四首歌曲。木谷高明透露，由于无法确定能否获得歌曲的使用权，他们很难事前精准地安排歌曲的实装时间。因此，团队会尝试同时申请大量音乐的使用权，但有时会因获得大量许可而烦恼实装音乐的顺序:48。在选取翻唱曲时，他们会尝试不同风格的翻唱曲，且会考虑到乐队特色，避免破坏乐队形象；同时也参考玩家反馈以及游戏群体对歌曲的熟悉程度:40。不过，近藤裕一郎指出，游戏不能仅靠翻唱曲，而是需要保持原创歌曲与翻唱歌曲的平衡。
原创曲的创作与翻唱曲的改编主要由Elements Garden操刀，两者在早前即有合作；也有部分歌曲由SUPA LOVE等其他团队负责。游戏团队创作原创曲时，希望能够带动听众的情绪共鸣，并强化玩家与角色间的纽带，且与游戏剧情相匹配，因此会将游戏剧本分享给中村航和Elements Garden。他们会根据角色情感，分别作词与作曲:40,49。上松范康是Elements Garden的主要成员。他自称在创作乐曲时会脱掉衣服，以追求「轻柔飘逸」的质感，且多借助钢琴与哼唱以创作旋律。除了听取声优们的意见，他还会特别重视对角色特质的表达。而歌曲的标题主要由Elements Garden的作词家织田明日香负责，上松范康称她起的名称醒目且霸气，能够给人良好的第一印象。乐曲的封面方面，设计时会强调乐队自身的特色。对于原创曲，会设法将故事剧情融入到封面中；而对于翻唱曲，则会采用易于理解且能让玩家愉悦的设计:33。

### 玩法

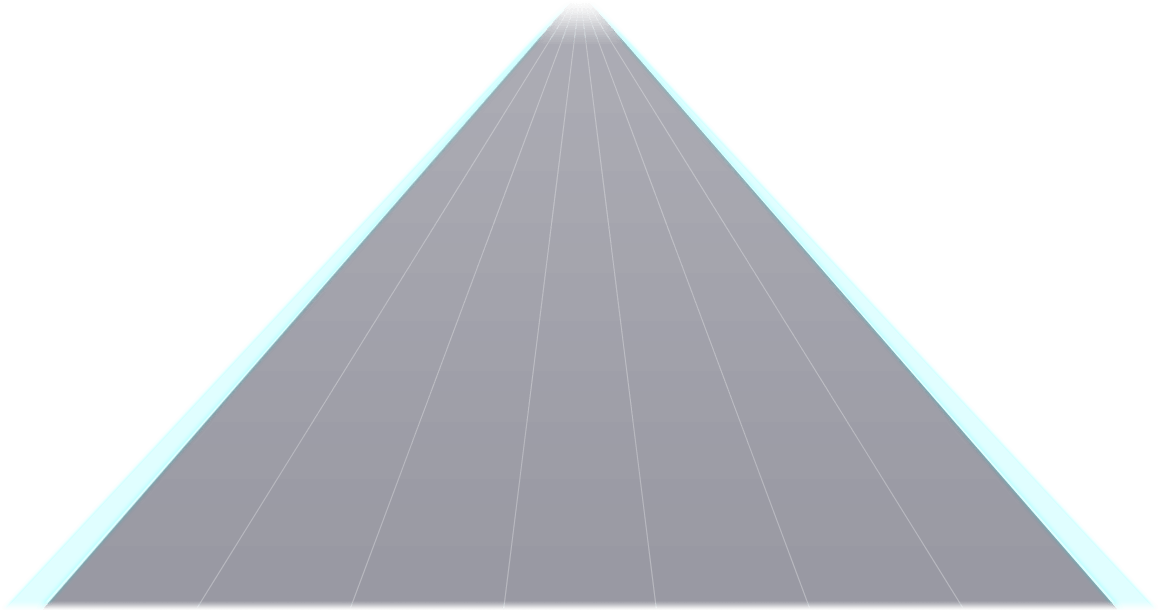
演出歌曲时，轨道采用直线设计，音符沿轨道从上往下移动，设计团队希望此设计能够降低玩家的游玩压力。游戏葡萄的依光流称赞此设计带给他「爽快感」

整体玩法上，为促进玩家长期参与，同时「丰富用户生活」，团队在控制游戏强度、降低时间负担的同时，也构建了具有深度的内容体系:41。演奏歌曲的玩法设计上，游戏希望让所有玩家都能享受其中:41。近藤裕一郎表示，本作的一大亮点是多人游戏模式，团队在此花费了不少时间。他还称，为了扩大玩家受众面，游戏整体难度适中，同时还提供多种难度选择。同时，不同难度间的得分差异也不会太大:41。团队在难度设计上并未有十分严格的标准，但对音符的密度有着一定要求:33。森川修一也指出，为确保玩家的游戏体验，避免其产生操作压力与心理负担，游戏采用「直线轨道」的设计，且尤其在意「手感」和「敲击时的爽快度」。公司有专门负责谱面的团队，以打磨演奏难度；他们刻意避免需同时按下三处及以上音符的场景，保证玩家手持或放平设备时均可畅玩。针对Switch版本，团队为之添加了单独的难度设计，还加入了使用按键和Joy-Con操作的方式:18。在Switch平台上，游戏并未设置「LIVE BOOST」机制，同时游戏不能联机，没有多人合作模式:19。
本作设有多种演出效果。游戏早期并未在演出音乐时引入2D模型，因为这会导致游戏卡顿，后因设备性能提高而得以集成。本作最初也没有音乐视频，但团队后来希望玩家能够观看角色演出的场景，因此委托三次元制作视频并加入游戏:29。同时，游戏最早也无「完整演出」（FULL Live），但线下乐队表演时会采用此种形式，因此后在玩家的反馈下加入:33:30。为了让无法亲自前往现场观看真实Live的玩家，能够对真实乐队演唱会感同身受，游戏后来添加了3D Live模式:32。在Android平台上，由于设备配置与性能不一，团队遇到了音画不同步的问题，且很难改善，因此推出了「轻量模式」:30；该模式下背景仅以插画形式呈现。

### 角色

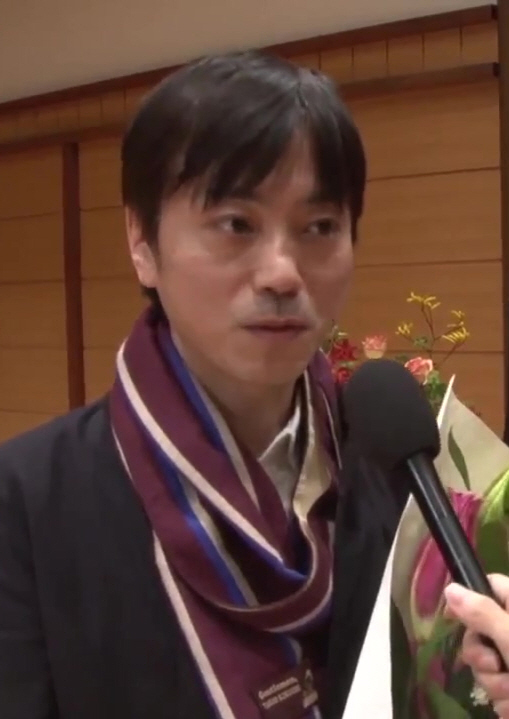
为企划作品创作剧本，也为该作剧情提供帮助。几位评论员认为游戏剧情充实

团队自称，他们秉持着「珍视角色」的公司文化开发游戏。森川修一认为，角色是游戏的主要卖点。剧本团队负责人兼Craft Egg内容制作人沢村英祐称，他们会将登场人物当作「真实的人」。设计师千葉百枝称，游戏在许多地方都刻意融入角色元素，包括活动标志以及节奏游戏的成员对话，以便玩家更多地接触角色、了解角色，进而接触企划其他作品。她还提及，为了体现出「每个人都是独特且重要的」这一理念，他们尽可能保持角色间关系平等，避免优越或是低劣感。同时，团队也会反复使用乐队的标志性元素，加深玩家对乐队及其角色的印象。对于玩家熟知的角色，团队会暗示其有隐藏设定。高桥佑介认为，角色的表情应该毫不掩饰地展现出来，「让玩家仿佛通过镜头亲临其境」。游戏注重乐器方面的合理性与协调性，武士道和ESP吉他公司会根据乐器外观和实际手感，选择角色所使用的乐器；插画师会考虑到色彩，协调乐器与角色服装、发色的搭配。角色与声优的关系方面，游戏希望虚构角色能与现实声优相互融合。开发总监近藤裕一郎及信澤收表示，部分虚构乐队源自于真实乐队，包括Poppin'Party和RAISE A SUILEN，其虚拟成员设定参照了声优的特点；而包括Roselia和Morfonica在内的乐队则是先设计角色形象，再据此挑选声优，让声优融入角色之中。木谷高明透露，作品中的人物设计，是「一边确定声优阵容，一边再根据这些声优的形象去回馈到角色设计上」。森川修一称，演唱会中声优发言与现场气氛等等，会逐渐渗透进游戏，像是角色和乐队在「自然生长」。设计师 Shirasaki Miki提到，现场演出中声优们所做的标志性姿势等，都会反映在插画中。声优在录制对话时，通常按特定组合或乐队分组，以确保氛围自然。当远藤祐里香（饰今井莉莎）和明坂聪美（饰白金燐子）离开企划后，替代声优中岛由贵与志崎桦音重新录制了这些角色的全部台词；前岛亚美（饰丸山彩）曾因身体原因暂时退出企划，后其重新复出，逐渐补充了游戏中的角色台词。
世界观设定上，由于游戏随整体企划共同推进，角色的具体个性设定、说话风格等在开发初期尚未明确，游戏团队没有自作主张，而是向电视动画的制作团队请教:47。森川修一直言，这虽给他们许多发挥的空间，但他们因对剧情的走向与描绘把握不足而犯难，是制作过程中最辛苦的部分。千葉百枝也提到，在世界观方面，团队避免将现实与游戏相混淆，游戏中角色不会说出她们不该知道的事情。剧情方面，西野裕子担任剧本作者，久保田英树担任剧情总监:30；企划的小说、漫画等作品的故事创作者中村航虽未直接参与本作游戏剧情的撰写，但其提供的原案为团队提供了参考。每段主线剧情的更新周期约为半年:41，活动剧情每月约更新三次。在设计剧情时，设计者会先确定主题和大致方向，然后再考虑插画和乐曲的创作等:41。为推动剧情发展，游戏展现了角色与乐队的成长过程。信澤收透露，游戏会通过插画的细节体现出这一点。西野裕子谈到，团队会列出每位角色的年表，为描写角色的成长轨迹时提供参考，防止剧情产生冲突或是角色形象被破坏。开发团队自称，他们坚持角色的自然性与个性，让剧情符合角色本身:33。沢村英祐也提及，在设计台词时，他们在意角色间关系所带来的必然性，「正因为是这两个人对话，才会出现这样的结果」。

Roselia为该作中引入的企划新乐队，其成员于2016年9月公开

随游戏更新，团队会引入新乐队与角色。开发之初，除Poppin'Party这一企划原有的乐队外，游戏中还加入了Afterglow、Pastel*Palettes、Roselia、Hello, Happy World!这四支新乐队。日本的移动端上，2020年3月，Morfonica在游戏中可供选择；同年6月，RAISE A SUILEN乐队登场；2023年9月，MyGO!!!!!被添加至游戏。而对于Switch版，其上线初期仅开放主线第一季剧情及对应的大多数角色，但不包括活动剧情与角色；2022年1月，游戏通过可下载内容，增加了Morfonica和RAISE A SUILEN等第二季的乐队相关内容。

## 商业

### 宣传
木谷高明自称，游戏开发初期并未做过多宣传:47。不过，由于第一季动画口碑不佳，木谷高明决定大力宣传游戏，呼吁大家预注册。2017年夏季，游戏在日本当地推出了电视广告。森川修一称，这一广告极大提高了游戏知名度，是「重要的转折点」:28。同时，武士道还通过社交媒体等方式宣传游戏:29。
游戏开发过程中，官方依序公开了新角色相关情报：2016年9月15日，官方首次公开Roselia成员；同年12月7日，佐仓绫音、前岛亚美、伊藤美来确认出演；Afterglow的声优阵容则在当月于Twitter上依次披露；其余角色配音人员则于翌年2月24日的游戏宣传活动中揭晓。
线下宣传方面，2018年1月13–14日，企划下的五支乐队于东京国际展示场举办了「Garupa Live & Garu-Party! in 東京」活动，包括舞台活动与现场展览；同时Craft Egg为该活动推出了《BanG Dream! Garupa AR!》增强现实应用，用户可借此享受角色间对话。游戏引进中国大陆时，代理商在线下开展一系列活动，还在漫展中亮相，提供试玩等内容。
官方亦通过线上宣传游戏：2018年6月，武士道与电影《青夏：恋上你的30日》的相关人员达成合作，联合拍摄游戏的电视广告，Poppin'Party成员爱美客串亮相。2019年12月4日至2020年2月29日期间，Craft Egg与SCRAP联合举办了解谜活动，参与者需在日本的东京、名古屋市、大阪市等地，寻找户山香澄丢失的吉他线索。矢柴俊博、饭丰万理江等演员，HIKAKIN、鱼团等YouTuber，以及肯尼·欧米伽等摔角手，均出演了游戏广告。为宣传Switch版本，喜剧演员兼健美达人なかやまきんに君参与了一系列线上广告。

### 发行
2016年9月15日，官方于东京电玩展上公布游戏制作的消息。2017年1月1日，游戏开放先行注册。同年2月17日，游戏开始封闭测试。2017年8月，Craft Egg官方出席漫画博览会，确认本作将于台湾发行，这是游戏首次进军海外市场。
移动端方面，2017年3月16日，游戏在日本推出；同年9月，由移動怪獸发行的繁体中文版于台港澳地区开放预先注册，后于10月3日上线；韩国服由Kakao Games运营，于2018年1月16日开放预约，25日开启封闭测试，次月6日开服；英文版最早于2018年3月29日在新加坡上线，后于4月4日面向全球发行；中国大陆由哔哩哔哩代理，于2017年11月开启预约，但由于“版号寒冬”，直至2019年3月才获得国家新闻出版署批出的游戏版号，满足商业发行要求，同年5月9日开启删档测试，5月30日上线iOS版，6月5日在全平台上公开测试。中国大陆的公测版本选用了日服的早期版本，旨在让玩家体验先前活动；同时，其在保留游戏核心玩法的基础上，做了部分本地化调整，例如在多人模式下添加了「断线重连」机制，在缩短活动周期的同时降低了活动难度。2023年10月11日，韩服宣布于2024年1月31日停运。任天堂Switch平台上，游戏于2021年8月5日推出试玩版，并在9月16日于日本发售。

### 联动
《BanG Dream! 少女乐团派对！》常与其他企划及作品展开联动:48；各地区的联动活动可能会有所不同。木谷高明与森川修一称，跨界合作是为了将游戏推向不熟悉游戏和动画的群体:48。沢村英祐称，在跨品牌合作时，他们坚持不破坏品牌的世界观:29。
联动时，本作中会推出对应的翻唱曲以及角色服饰等。与之联动的品牌包括VOCALOID、hololive等企业及策划，女神异闻录系列等电子游戏，《请问您今天要来点兔子吗？》、《Re:从零开始的异世界生活》、《某科学的超电磁炮T》、《小魔女DoReMi》、《佐贺偶像是传奇》、《东京复仇者》、《关于我转生变成史莱姆这档事》、《电锯人》、《【我推的孩子】》等日本动画。在与《佐贺偶像是传奇》联动时，该作角色巽幸太郎于游戏中登场，其声优宫野真守为游戏献声，使之成为游戏内首位拥有配音的男性角色。
2018年5月，本作与世嘉的街机音游《音击》展开联动，后者加入了《BanG Dream!》各主唱角色，还收录了部分《BanG Dream!》曲目。2020年8月，该作与手游《Lost Decade》开展合作，Roselia声优在其游戏内电台节目中亮相，Roselia的角色亦可供玩家获取。2022年4月，本作与《橘色荣耀！》合作，Poppin'Party成员参与联动活动，玩家可在后者的游戏中虚拟抽卡，获得她们的限时角色卡。
游戏之外，企划与乐器厂商ESP共同推出角色同款乐器，与游戏中角色所使用的吉他与贝斯款式一致。同时游戏也与多家组织或公司展开合作，包括罗森便利店:48、太平洋联盟:48、精工、WEGO等。2024年11月，为纪念游戏在中国大陆上线5.5周年，该作与上海公共交通卡展开联动，后者设计了手机交通卡的限定款卡面，还发行了实体卡；2025年5月，作品与中国大陆的北京、上海等地的交通卡公司合作，推出电子交通卡的纪念卡面。